# Sabot
Sabot es un casquillo desechable que permite disparar un proyectil subcalibrado ajustándolo al diámetro interno del cañón.

## Contexto
Es usado en multitud de armas, desde munición para fusiles y ametralladoras hasta artillería naval. Genéricamente se denomina sabot a los proyectiles que se disparan usando este tipo de casquillos desechables.

## Partes
Se compone de dos o más partes que encajan entre sí formando una vaina del calibre necesario para el arma. Tienen dos arandelas de cobre o boro en su parte más externa delante y detrás, que son los puntos donde van a rozar con el ánima del cañón y ajustar completamente el proyectil al tubo para evitar pérdidas de presión. En su interior está el hueco para el proyectil.

## Funcionamiento
Al disparar, el sabot sale por la boca del cañón y se separa gracias a su propia resistencia aerodinámica, permitiendo al proyectil subcalibrado viajar por sí solo hacia el blanco.